# Sexy Zone (bài hát)
Sexy Zone là một đĩa đơn của nhóm nhạc nam Sexy Zone. Và được phát hành vào ngày 16/11/2011.

## Thông tin
- Đĩa đơn "Sexy Zone" của nhóm nhạc Sexy Zone là đĩa đơn đầu tiên của nhóm và được chia ra nhiều phiên bản gồm phiên bản thường (A, B, C (CD + DVD), D (CD)) và phiên bản giới hạn.
- Bài hát "Sexy Zone" được chọn cho nhóm cổ động của giải thi đấu 2011 FIVB Women's World Cup[1][2][3][4][5]. Bài hát này cũng được chọn bài hát mở đầu của kênh Radio Sexy Zone no Qrzone (Sexy ZoneのQrzone).
- Ngoài ra, bài hát "With you" của nhóm cũng được chọn làm nhóm cổ động của Giải thi đấu bóng chuyền mùa xuân của trung học cấp 3 lần thứ 64 tại Nhật.

## Xếp hạng
Vị trí đĩa đơn trên bảng xếp hạng Oricon
- Vị trí trong tuần (hạng 1)
- Vị trí trong tháng 11 năm 2011 (hạng 3)
- Vị trí trong tháng 12 năm 2011 (hạng 27)
- Vị trí trong tháng 01 năm 2012 (hạng 48)
- Vị trí trong tháng 02 năm 2012 (hạng 40)
- Vị trí trong năm 2011 (hạng 30)

Vị trí đĩa đơn trên bảng xếp hạng Billboard
- Hạng 1 (Billboard JAPAN HOT 100)
- Hạng 1 (Billboard JAPAN Hot Singles Sales)
- Hạng 1 (Billboard Hot Top Airplay)

## Ca khúc trong đĩa

### CD

#### Phiên bản thường
1. Sexy Zone (5:08)
Lời: Satomi, Nhạc: Makaino Kouji
2. With you (4:11)
Lời: Kerii, Nhạc: DAICHI & Samuli Laiho
3. I see the light ~Bokutachi no stage (4:19)
Lời: Makoto ATOZI & JOEY CARBONE, Nhạc: JOEY CARBONE
4. Sexy Zone (không lời)
5. With you (không lời)
6. I see the light ~Bokutachi no stage (không lời)

#### Phiên bản giới hạn
1. Sexy Zone (5:08)
Lời: Satomi, Nhạc: Makaino Kouji
2. With you (4:11)
Lời: Kerii, Nhạc: DAICHI & Samuli Laiho
3. Knock! Knock!! Knock!!! (3:18)
Lời: Murano Chokkyu, Nhạc: Samuel Waermo & Didrik Thott & DAICHI

### DVD
Phiên bản thường A
Sexy Zone (PV)
Phiên bản thường B
Sexy Zone (Music Clip ~ Close-up ver.)
Phiên bản thường C
Sexy Zone (Off Shot & Interview Movie)